# Billboard 200
Billboard 200は、アメリカ合衆国の週刊誌「ビルボード」に掲載されている売り上げ上位200位のアルバムとEPの人気チャートである。頻繁にアーティストの人気度を伝えるのに使われる。日本のメディア等では、全米チャートと称されることもある。しばしば、チャート記録されたものは「ナンバーワン」であると認知されることで、アルバムが少なくとも1週は大きな売り上げとなる。
チャートの順位はアメリカにおける1週間分のセールスのみ（CD等の記録媒体とデジタル配信の両方）に基づいている。集計期間は新譜発売曜日の金曜に始まり木曜に終わる。集計されたチャートの公式発表は次の火曜に行われ、この発表日付はその週の土曜日の表記になっている。
例
1月1日（金曜） - セールス集計期間開始
1月7日（木曜） - セールス集計期間終了
1月12日（火曜） - 集計されたチャートが発表、日付は1月16日（土曜）となる
以前のアメリカ市場では新譜は火曜日に発売されていたが、2015年7月10日からアメリカも含めた世界45カ国で新譜の発売が金曜日に統一されたため、これに合わせてBillboard 200の集計開始も金曜日に変更された。デジタル・ダウンロードはアルバム全体が一度に買える場合はBillboard 200のチャートに含まれる。アメリカの小売りで発売されていないアルバム（輸入盤も含む）はチャートに載らない。また、ウォルマートやスターバックスのような小売店で独占的に発売されている場合はチャートイン資格がないというポリシーも存在していたが、2007年12月7日に廃止され、そのことが12月17日付けから反映されるようになった。

## 歴史
ビルボードはアルバムチャートを1945年から発表するようになった。最初はわずか5位までであったアルバムチャートは毎週発表されたわけではなく、時に新しいものが発表されるまで3週間から7週間ほど掛かった。隔週（ただ少々のギャップはあった）で、15位までのBest-Selling Popular Albums chart（最も売れたアルバムチャート）が1955年に登場した。ロックンロールが興ると共に、ビルボードは1956年3月24日から週間でBest-Selling Popular Albums chartを始めた。順位は10位までから30位までの間で色々だった。新しい週間チャートにおいて最初の1位を獲得したアルバムはハリー・ベラフォンテの『ベラフォンテ』であった。チャートは1956年の後半にBest-Selling Pop Albumsに、そして1957年にBest-Selling Pop LPsへ名前が変更された。
1959年5月25日からビルボードはランキングを2つに分割した。Best-Selling Stereophonic LPsはステレオアルバムのチャート（30位まで）であり、Best-Selling Monophonic LPsはモノラルアルバムのチャート（50位まで）である。2つはそれぞれStereo Action Charts （30位まで）と Mono Action Charts （40位まで）に1960年名前が変更された。1961年1月にはそれぞれAction Albums—Stereophonic（15位まで）とAction Albums—Monophonic（25位まで）となった。3ヵ月後には2チャートはTop LPs—Stereo（50位まで）とTop LPs—Monaural（150位まで）となった。
1963年8月17日、ステレオチャートとモノラルチャートは150位のチャートに統合され、Top LPsと呼ばれるようになった。1967年4月1日にはチャートは175位まで拡張され、1967年5月13日には200位まで拡張された。1972年はアルバムチャートの名前がTop LPs & Tapesと変更され、1984年にはTop 200 Albumsと改名され、1991年にTop Pop Albumsと再度改名され、1991年にはThe Billboard 200 Top Albumsとなり、現在のタイトルであるThe Billboard 200になったのは1992年3月14日からである。

## カタログ・アルバム
1960年、ビルボードは旧譜もしくは廉価盤の売り上げをランク付けしたチャートを既存のものと共存して発表するようになった。このEssential Inventoryチャートはステレオ・モノラルアルバムに分離され、メインのステレオ・モノラルアルバムに登場していたタイトルを強調していた。モノラルアルバムはMono Action Chartに40週以上いる場合Essential Inventory—Mono chart（25位まで）に移動し、ステレオアルバムはStereo Action Chartに20週以上いる場合Essential Inventory—Stereo chart（20位まで）に移動した。
1961年1月、Action ChartがAction Albums—Monophonic（24位まで）とAction Albums—Stereophonic（15位まで）になった。9週以上チャートにいるアルバムは、Essential Inventoryに移動された。およそ200タイトルがリストされたが、ランク付けはされなかった。このリストはTop LPsチャートがスタートする1963年まで発表された。
1982年、ビルボードはMidline Albums chartという旧譜と廉価版のチャートを発表し始めた。チャートは50位まで集計され、2週間毎（後に3週間毎）の発表が基本だった。
1991年3月25日、ビルボードはTop Pop Catalog Albums chartを初公開した。現在このチャートに入る基準はBillboard 200に18ヵ月以上登場し、100位以下に落ちたアルバムである。同時に「カタログ・ステータスを満たしたアルバムはBillboard 200にチャートインしない」というルールが定められた。
一方で、2003年11月22日付から、Comprehensive Albums Chartというカタログ・アルバムもチャートインさせる総合アルバムチャートが試験的に開始され、2004年1月3日付よりレギュラー化された。
2009年には、マイケル・ジャクソンの死による旧譜の再浮上及びビートルズのカタログ再発がBillboard 200に反映されなかったことが問題になり、同年12月5日付より、「カタログ・アルバムはBillboard 200にチャートインしない」というルールが撤廃された。その結果、従来のComprehensive Albums ChartがBillboard 200となった。

## ホリデーアルバム
ビルボードはホリデーアルバム（クリスマスに関連するアルバム）に関する方針を数回調整してきた。ホリデーアルバムは1963年にクリスマスアルバムのチャートが新設されるまではメインのアルバムチャートにランクインされていたが、クリスマスアルバムのチャートに登場したアルバムはTop LPsチャートにはランクインしなくなった。1974年、このルールは廃止されホリデーアルバムが再びメインチャートに登場するようになった。
1982年、クリスマスアルバムチャートが復活したが、このチャートに登場した作品がTop Pop Albums chartの対象外となることはなくなった。1994年、チャート名称がTop Holiday Albumsに変更された。2006年の時点でチャートは50位まであり、1年の終わりの頃のホリデーシーズンに数週間掲載される。現在の方針ではホリデーアルバムはTop Holiday AlbumsとBillboard 200に同時にランクインすることが認められている。

## ニールセン・サウンドスキャン
1991年5月26日からBillboard 200の順位はニールセン・サウンドスキャンの売り上げデータから決めている。2008年現在、約14000店のレコード販売店がデータを提供している。この値はレコードレーベルの出荷枚数ではなく小売店の売り上げを集計したものであるため、一般的にはRIAAのゴールド・プラチナ・ダイアモンドアルバムの認定よりも低い値が出る傾向にある（RIAAの認定は発送枚数ではなく出荷枚数で決定される）。

## ストリーミング

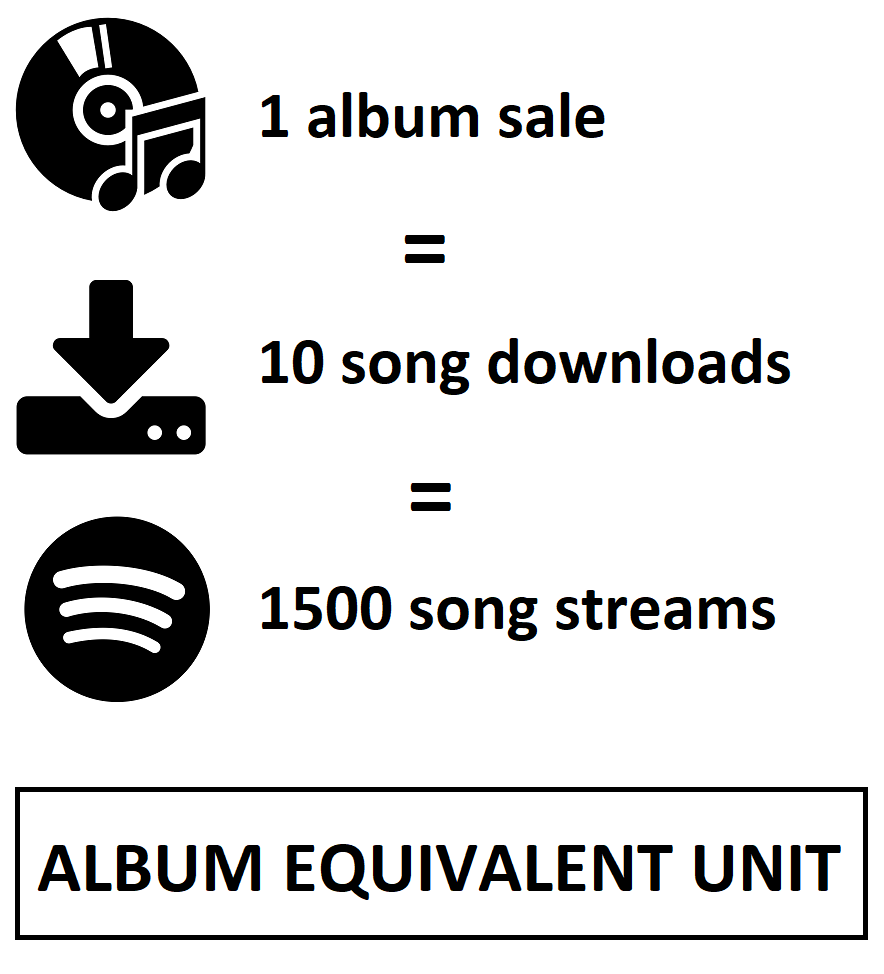
全米レコード協会による換算基準 2014年12月より
1アルバム相当単位(AEU)は、TEA:10曲のダウンロード、SEA:1500回のストリーミング。
2018年7月 SEAの変更
1SEA=1250回有料配信=3750回無料広告付配信

2014年12月13日付から、デジタル媒体の販売およびオンデマンド配信の音楽ストリーミングサービスでの再生回数がBillboard 200のチャートにそれぞれ加算されるようになった。これに伴い、アルバム収録曲のストリーミング再生数1500回（SEA）及びアルバム収録曲のデジタル・セールス10曲（TEA）がアルバム1枚のセールスに換算されて集計されることになった。
2018年7月にはアルバム相当ストリーミング（SEA）が有料配信1250回、無料広告付き配信3750回に変更された。

## 年間チャート
ビルボードの「チャート年(chart year)」は12月最初の週から11月最後の週までで集計される。暦とずれた集計期間はビルボードが年間チャートを計算し、12月最後の週の号に載せることを考慮したものである。ニールセン・サウンドスキャンを利用する前は年間チャートはBillboard 200における順位を逆数にしたポイントを基に計算されていた（例として、曲が200位に1週いた場合は1ポイント、199位に1週いた場合は2ポイントとして1位に1週いた場合200ポイントまで上がっていく仕組みである）。他の要素として曲のチャート滞在週数と最高順位が計算され合計が出されていた。
ビルボードがニールセン・サウンドスキャンからエアプレイの情報を得るようになってから、年間チャートは非常に分かりやすくなり、週間の売上枚数を累積的に集計した合計の枚数が基準となった。こうすることである特定の年における最も人気のある曲がよりはっきりと分かるようになった。仮想上、3月に9週1位になったアルバムは1月に6週3位になったアルバムよりも少ない売り上げになる可能性がある。面白いことに、人気がチャート年の締切である11月や12月にピークを迎えたアルバムは、多くの場合年間チャート順位が期待されていたよりも低く出る。それは締切時点でまだチャートに登場していることで、累積ポイントが2つのチャート年に分散してしまうことがあるためである。

## チャートの利用
Billboard 200は、ラジオ局にとってリスナーが興味のある音楽の目安として有用である。小売店にとってはどのアルバムを店の最も目立つ場所に置くかを決定する手助けとなっている。航空会社による機内での音楽サービスといったものでも、ビルボードチャートを放送する曲の決定に利用している。

## 限界
チャートにはランクインされたアルバムの週間および累計の売上枚数が表記されておらず、そのため週ごとの売上の比較（例として、ある週の1位になったアルバムが前年の同じ週、1位になったアルバムと同じだけ売り上げているかどうか）は不可能になっている。同様にどれだけアルバムがヒットしたかを一つのチャートで比較することも不可能である。つまり、1位のアルバムが50位のアルバムより数千枚多く売り上げたのか、数ダース（1ダースは12枚）程度しか多くないのかを測定する方法がない。Billboard 200はすべての音楽ジャンルが統合されたチャートであるが、それとは別にビルボードにはジャンルごとのチャートが存在する。2007年末のポリシー変更まで、CD売り上げの減少とインターネットによる楽曲購入の広がりによりBillboard 200の有用性がさらに減少してしまった。

## アーティストのマイルストーン

### １位獲得作品数
| 作品数 | アーティスト                   | 出典   |
| ------ | ------------------------------ | ------ |
| 19     | ビートルズ                     | [ 6 ]  |
| 14     | ジェイ・Z                      | [ 6 ]  |
| 14     | テイラー・スウィフト           | [ 7 ]  |
| 14     | ドレイク                       | [ 8 ]  |
| 11     | バーブラ・ストライサンド       | [ 6 ]  |
| 11     | ブルース・スプリングスティーン | [ 6 ]  |
| 11     | エミネム                       | [ 9 ]  |
| 11     | カニエ・ウェスト               | [ 10 ] |
| 11     | フューチャー                   | [ 11 ] |
| 10     | エルヴィス・プレスリー         | [ 6 ]  |

- ミュージシャンとしてはポール・マッカートニーが最も多く、27枚のアルバムで1位を獲得している。その内訳は、ビートルズで19枚、ソロで3枚、グループ「ウイングス」で5枚である[12][13][14]。ジョン・レノンは2番目に多く、22枚のアルバムで1位を獲得している。その内訳は、ビートルズで19枚、ソロで2枚、そして妻・オノ・ヨーコとの共作で1枚である[15]。ジョージ・ハリスンはビートルズで19枚、ソロで2枚のアルバムで1位を獲得している[16]。

- バーブラ・ストライサンドは、6つの年代で1位を獲得した唯一のアーティストである。最初のアルバム『People』（1964年）から最後のアルバム『Encore』（2016年）までには、約52年もの隔たりがある[17]。

### １位獲得週数
| 週数 | アーティスト               | 出典   |
| ---- | -------------------------- | ------ |
| 132  | ビートルズ                 | [ 18 ] |
| 86   | テイラー・スウィフト       | [ 18 ] |
| 67   | エルヴィス・プレスリー     | [ 18 ] |
| 52   | ガース・ブルックス         | [ 18 ] |
| 51   | マイケル・ジャクソン       | [ 18 ] |
| 46   | ホイットニー・ヒューストン | [ 18 ] |
| 46   | キングストン・トリオ       | [ 18 ] |
| 40   | アデル                     | [ 18 ] |
| 39   | エルトン・ジョン           | [ 18 ] |
| 38   | フリートウッド・マック     | [ 18 ] |
| 38   | ローリング・ストーンズ     | [ 18 ] |
| 37   | ハリー・ベラフォンテ       | [ 18 ] |
| 37   | モンキーズ                 | [ 18 ] |
| 37   | ドレイク                   | [ 18 ] |
| 35   | エミネム                   | [ 18 ] |
| 35   | プリンス                   | [ 18 ] |
| 30   | イーグルス                 | [ 18 ] |
| 30   | マライア・キャリー         | [ 18 ] |
| 29   | モーガン・ウォーレン       | [ 19 ] |

- 1963年8月17日以降、Billboard 200で最も多くの週で1位を獲得したアーティストのリスト。

### トップ10獲得作品数
| 作品数 | アーティスト             | 出典   |
| ------ | ------------------------ | ------ |
| 38     | ローリング・ストーンズ   | [ 20 ] |
| 34     | バーブラ・ストライサンド | [ 21 ] |
| 32     | フランク・シナトラ       | [ 22 ] |
| 32     | ビートルズ               | [ 23 ] |

- ミュージシャンとしては、ポール・マッカートニーは51枚のアルバムでトップ10入りを果たしている。その内訳は、ビートルズで32枚、ソロで11枚、グループ「ウイングス」で7枚、そして最初の妻リンダ・マッカートニーとの共作で1枚である[12][13]。

### チャートイン作品数
| 作品数 | アーティスト             | 出典   |
| ------ | ------------------------ | ------ |
| 128    | グレイトフル・デッド     | [ 24 ] |
| 117    | エルヴィス・プレスリー   | [ 25 ] |
| 83     | ウィリー・ネルソン       | [ 26 ] |
| 80     | ボブ・ディラン           | [ 27 ] |
| 65     | バーブラ・ストライサンド | [ 21 ] |
| 64     | フランク・シナトラ       | [ 22 ] |
| 61     | ローリング・ストーンズ   | [ 20 ] |
| 59     | ビートルズ               | [ 23 ] |
| 55     | ジョニー・マティス       | [ 28 ] |
| 51     | エルトン・ジョン         | [ 29 ] |

## アルバムのマイルストーン

### １位獲得週数
| 週数 | タイトル                     | アーティスト                      | 年      | 出典   |
| ---- | ---------------------------- | --------------------------------- | ------- | ------ |
| 54   | West Side Story†             | サウンドトラック                  | 1962–63 | [ 30 ] |
| 37   | Thriller                     | マイケル・ジャクソン              | 1983–84 | [ 31 ] |
| 31   | Calypso                      | ハリー・べラフォンテ              | 1956–57 | [ 30 ] |
| 31   | South Pacific‡               | サウンドトラック                  | 1958–59 | [ 30 ] |
| 31   | Rumours                      | フリートウッド・マック            | 1977–78 | [ 31 ] |
| 24   | Saturday Night Fever         | サウンドトラック                  | 1978    | [ 31 ] |
| 24   | Purple Rain                  | プリンス & ザ・レヴォリューション | 1984–85 | [ 31 ] |
| 24   | 21                           | アデル                            | 2011–12 | [ 31 ] |
| 21   | Please Hammer Don't Hurt 'Em | M.C.ハマー                        | 1990    | [ 31 ] |
| 20   | Blue Hawaii §                | サウンドトラック                  | 1961–62 | [ 30 ] |
| 20   | The Bodyguard                | サウンドトラック                  | 1992–93 | [ 31 ] |

† 『West Side Story』のサウンドトラックはステレオ・アルバムチャートで53週間1位を、モノラル・アルバムチャートで12週間1位を獲得した。
‡ 『South Pacific』のサウンドトラックはステレオ・アルバムチャートで28週間1位を、モノラル・アルバムチャートで3週間1位を獲得した。
§ 『Blue Hawaii』のサウンドトラックはステレオ・アルバムチャートで4週間1位を、モノラル・アルバムチャートで1位を獲得した。
- キャロル・キングの『Tapestry』はBillboard 200における女性ソロ・アーティストのアルバムとしては、最多の15週連続1位という記録を保持している[32]。

### チャートイン週数
| 週数 | タイトル                        | アーティスト                                   | 年        | 出典          |
| ---- | ------------------------------- | ---------------------------------------------- | --------- | ------------- |
| 990  | The Dark Side of the Moon       | ピンク・フロイド                               | 1973–2024 | [ 33 ]        |
| 899* | Legend                          | ボブ・マーリー & ザ・ウェイラーズ              | 1984–2025 | [ 34 ] [ 35 ] |
| 869* | Greatest Hits                   | ジャーニー                                     | 1988–2025 | [ 36 ]        |
| 801* | Metallica                       | メタリカ                                       | 1991–2025 | [ 37 ]        |
| 758* | Chronicle: The 20 Greatest Hits | クリーデンス・クリアウォーター・リバイバル     | 1976–2025 | [ 38 ]        |
| 748* | Curtain Call: The Hits          | エミネム                                       | 2005–2025 | [ 39 ]        |
| 740* | Doo-Wops & Hooligans            | ブルーノ・マーズ                               | 2010–2025 | [ 40 ]        |
| 736* | Greatest Hits                   | ガンズ・アンド・ローゼズ                       | 2004–2025 | [ 41 ]        |
| 734* | Nevermind                       | ニルヴァーナ                                   | 1991–2025 | [ 42 ]        |
| 690* | Thriller                        | マイケル・ジャクソン                           | 1982–2025 | [ 43 ]        |
| 667* | Good Kid, M.A.A.D City          | ケンドリック・ラマー                           | 2012–2025 | [ 44 ]        |
| 659* | Greatest Hits                   | クイーン                                       | 1981–2025 | [ 45 ]        |
| 649* | Take Care                       | ドレイク                                       | 2011–2025 | [ 8 ]         |
| 645* | Rumours                         | フリートウッド・マック                         | 1977–2025 | [ 46 ]        |
| 644  | Back in Black                   | AC/DC                                          | 1980–2025 | [ 47 ]        |
| 630* | Greatest Hits                   | トム・ペティ & ザ・ハートブレイカーズ          | 1993–2025 | [ 48 ]        |
| 617  | 21                              | アデル                                         | 2011–2025 | [ 49 ]        |
| 600* | Born to Die                     | ラナ・デル・レイ                               | 2012–2025 | [ 50 ]        |
| 586* | Greatest Hits                   | 2パック                                        | 1998–2025 | [ 51 ]        |
| 579* | Greatest Hits                   | ボブ・シーガー＆ザ・シルバー・ブレット・バンド | 1994–2025 | [ 52 ]        |

- 集計はメインチャートのみで、カタログチャートは加味されていない。

- ＊は2025/8/16付現在、チャートイン中のアルバムを示す。

## その他のマイルストーン
- サウンドスキャン導入後、最初のナンバーワンアルバムはマイケル・ボルトンの『タイム、ラブ・アンド・テンダネス』である。
- サウンドスキャンを導入した1991年5月25日の前・後で1位を獲得している唯一のアルバムはR.E.M.の『アウト・オブ・タイム』である。
- 初めて初登場1位を成し遂げたアルバムはエルトン・ジョンの『キャプテン・ファンタスティック』エルトン・ジョンは『ロック・オブ・ザ・ウェスティーズ』においても初登場1位を繰り返した。同アルバムは2作目の初登場1位を達成したアルバムである。エルトン・ジョンは2連続で初登場1位のアルバムを持つアーティストにもなった。ホイットニー・ヒューストンの2枚目のアルバム『ホイットニーII 』は女性アーティストで初登場1位を成し遂げた最初のアルバムになった。
- 1960年代初頭、ボブ・ニューハートはBillboard 200において1位と2位のアルバムを同時にチャートインさせた。それは『The Button-Down Mind』と『The Button-Down Mind Strikes Back』である。1991年にも同様の出来事があった。ガンズ・アンド・ローゼズが『ユーズ・ユア・イリュージョン I』と『ユーズ・ユア・イリュージョン II』で達成した。2004年にはネリーが『スーツ』『スウェット』で達成した。
- 2008年現在、ピンク・フロイドの『狂気』はチャートに1600週以上・約31年掲載されている。アルバムはBillboard 200においては741週掲載された。残りはTop Pop Catalog Albums chartに掲載されている。ライバルはボブ・マーリーの『レジェンド～ザ・ベスト・オブ・ボブ・マーリー』であり、900週以上掲載されている。（Billboard 200とTop Pop Catalog Albumsの合算）
- ポーラ・アブドゥルの『あいつにノック・アウト(Forever Your Girl)』はチャートに登場してから64週かけて1位に上り詰めた。アルバムが1位になるまでに最も時間がかかった記録である。
- 1980年代初頭、レッド・ツェッペリンの9枚のアルバム全てが再発売され、Billboard 200のチャートに登場した。その当時、同一アーティストがチャートに同時に最も多くのアルバムを登場させた記録となった。この記録はパール・ジャムが大半のライブ音源をアルバムとして発売し始めてから破られた。
- スキッド・ロウの『スレイヴ・トゥ・ザ・グラインド』は初登場1位を達成した最初のヘヴィ・メタルのアルバムとなった。
- EPのみで1位になった作品としてはアリス・イン・チェインズの『アナザー・サイド・オブ・アリス』やリンキン・パークとジェイ・ZがコラボレーションしたEP、『コリジョン・コース』（2004年）がある。
- ブリトニー・スピアーズはデビューしてから4枚のアルバムを連続で1位にし、5枚のアルバムを2位以内にチャートインさせた唯一の女性アーティストである。
- 初めてラップ・ヒップホップミュージックでBillboard 200においてナンバーワンになったアルバムはビースティ・ボーイズの『ライセンスト・トゥ・イル』（1987年）である。
- 1年のうちに2枚のアルバムを1位にしたアーティストはビートルズ、レッド・ツェッペリン、DMX、ジェイ・Z、2パック、ガース・ブルックスである。
- 3連続でBillboard 200に初登場1位のスタジオ・アルバムを出したことがあるアーティストは次の7組になる。ヴァン・ヘイレン、U2、メタリカ、パール・ジャム、デイヴ・マシューズ・バンド、ステインド、そして直近ではディスターブドである。
- 5連続で初登場1位のスタジオ・アルバムを出した唯一のバンドはメタリカである。

## チャートインした日本人アーティスト
| No.                                          | 最高位日付 | タイトル                                                              | アーティスト                                                                               | 最高位 | 週数 | 出典    |
| -------------------------------------------- | ---------- | --------------------------------------------------------------------- | ------------------------------------------------------------------------------------------ | ------ | ---- | ------- |
| 1                                            | 1963.06.15 | Sukiyaki and Other Japanese Hits                                      | 坂本九                                                                                     | 14     | 17   | [ 53 ]  |
| 2                                            | 1969.03.22 | Unfinished Music No. 1: Two Virgins                                   | ジョン・レノン & オノ・ヨーコ                                                              | 124    | 8    | [ 54 ]  |
| 3                                            | 1969.08.02 | Unfinished Music No. 2: Life with the Lions                           | ジョン・レノン & オノ・ヨーコ                                                              | 174    | 8    | [ 54 ]  |
| 4                                            | 1969.12.27 | Wedding Album                                                         | ジョン・レノン & オノ・ヨーコ                                                              | 178    | 3    | [ 55 ]  |
| 5                                            | 1970.02.07 | Live Peace in Toronto 1969                                            | プラスティック・オノ・バンド（オノ・ヨーコ）                                               | 10     | 32   | [ 54 ]  |
| 6                                            | 1971.01.30 | John Lennon / Plastic Ono Band                                        | ジョン・レノン / プラスティック・オノ・バンド（オノ・ヨーコ）                              | 6      | 34   | [ 54 ]  |
| 7                                            | 1971.02.13 | Yoko Ono / Plastic Ono Band                                           | オノ・ヨーコ                                                                               | 182    | 3    | [ 55 ]  |
| 8                                            | 1971.11.13 | Fly                                                                   | オノ・ヨーコ                                                                               | 199    | 2    | [ 55 ]  |
| 9                                            | 1972.08.12 | Some Time in New York City                                            | ジョン・レノン & オノ・ヨーコ with エレファンツ・メモリー & インビジブル・ストリングス     | 48     | 17   | [ 54 ]  |
| 10                                           | 1973.03.17 | Approximately Infinite Universe                                       | オノ・ヨーコ                                                                               | 193    | 4    | [ 55 ]  |
| 11                                           | 1973.04.07 | Heartbreaker                                                          | フリー（山内テツ）                                                                         | 47     | 13   | [ 56 ]  |
| 12                                           | 1974.02.09 | Coast to Coast: Overture and Beginners                                | ロッド・スチュワート & フェイセズ（山内テツ）                                              | 63     | 11   | [ 57 ]  |
| 13                                           | 1974.12.07 | Snowflakes Are Dancing                                                | 冨田勲                                                                                     | 57     | 25   | [ 58 ]  |
| 14                                           | 1975.06.14 | Best of Free                                                          | フリー（山内テツ）                                                                         | 120    | 7    | [ 56 ]  |
| 15                                           | 1975.07.05 | Moussorgsky: Pictures at an Exhibition                                | 冨田勲                                                                                     | 49     | 12   | [ 59 ]  |
| 16                                           | 1976.03.20 | Firebird                                                              | 冨田勲                                                                                     | 71     | 12   | [ 59 ]  |
| 17                                           | 1976.10.02 | Go                                                                    | Go（ツトム・ヤマシタ）                                                                     | 60     | 12   | [ 60 ]  |
| 18                                           | 1977.02.05 | Holst: The Planets                                                    | 冨田勲                                                                                     | 67     | 13   | [ 58 ]  |
| 19                                           | 1977.10.29 | Go Too                                                                | Go（ツトム・ヤマシタ）                                                                     | 156    | 6    | [ 61 ]  |
| 20                                           | 1978.04.08 | Kosmos                                                                | 冨田勲                                                                                     | 115    | 10   | [ 58 ]  |
| 21                                           | 1979.03.31 | The Bermuda Triangle                                                  | 冨田勲                                                                                     | 152    | 6    | [ 59 ]  |
| 22                                           | 1980.02.23 | Ravel: Bolero                                                         | 冨田勲                                                                                     | 174    | 5    | [ 58 ]  |
| 23                                           | 1980.03.22 | Yellow Magic Orchestra                                                | YMO                                                                                        | 81     | 21   | [ 62 ]  |
| 24                                           | 1980.09.20 | X∞Multiplies                                                          | YMO                                                                                        | 177    | 2    | [ 62 ]  |
| 25                                           | 1980.12.27 | Double Fantasy                                                        | ジョン・レノン & オノ・ヨーコ                                                              | 1      | 77   | [ 55 ]  |
| 26                                           | 1981.07.11 | Season of Glass                                                       | オノ・ヨーコ                                                                               | 49     | 9    | [ 55 ]  |
| 27                                           | 1981.08.01 | Love Light                                                            | 横倉裕                                                                                     | 174    | 4    | [ 63 ]  |
| 28                                           | 1983.01.08 | The John Lennon Collection                                            | ジョン・レノン（オノ・ヨーコ）                                                             | 33     | 16   | [ 54 ]  |
| 29                                           | 1983.02.19 | It's Alright (I See Rainbows)                                         | オノ・ヨーコ                                                                               | 98     | 13   | [ 55 ]  |
| 30                                           | 1984.02.25 | Heart Play -unfinished dialogue-                                      | ジョン・レノン & オノ・ヨーコ                                                              | 94     | 12   | [ 55 ]  |
| 31                                           | 1984.03.10 | Milk and Honey                                                        | ジョン・レノン & オノ・ヨーコ                                                              | 11     | 19   | [ 55 ]  |
| 32                                           | 1985.05.04 | Thunder in the East                                                   | LOUDNESS                                                                                   | 74     | 24   | [ 64 ]  |
| 33                                           | 1985.12.07 | Asia                                                                  | 喜多郎                                                                                     | 191    | 2    | [ 65 ]  |
| 34                                           | 1986.04.05 | Live in New York City                                                 | ジョン・レノン（オノ・ヨーコ）                                                             | 41     | 11   | [ 54 ]  |
| 35                                           | 1986.04.12 | Album                                                                 | パブリック・イメージ・リミテッド（坂本龍一）                                               | 115    | 16   | [ 66 ]  |
| 36                                           | 1986.05.24 | My Best                                                               | 喜多郎                                                                                     | 141    | 10   | [ 65 ]  |
| 37                                           | 1986.07.12 | Lightning Strikes                                                     | LOUDNESS                                                                                   | 64     | 16   | [ 67 ]  |
| 38                                           | 1987.04.04 | Tenku                                                                 | 喜多郎                                                                                     | 183    | 1    | [ 65 ]  |
| 39                                           | 1987.07.04 | E･Z･O                                                                 | E･Z･O                                                                                      | 150    | 9    | [ 68 ]  |
| 40                                           | 1987.08.29 | Hurricane Eyes                                                        | LOUDNESS                                                                                   | 190    | 4    | [ 69 ]  |
| 41                                           | 1988.05.14 | The Last Emperor                                                      | サウンドトラック（坂本龍一）                                                               | 152    | 10   | [ 70 ]  |
| 42                                           | 1990.06.02 | Kojiki                                                                | 喜多郎                                                                                     | 159    | 5    | [ 65 ]  |
| 43                                           | 1990.11.24 | World Clique                                                          | ディー・ライト（テイ・トウワ）                                                             | 20     | 41   | [ 71 ]  |
| 44                                           | 1992.04.11 | Stars                                                                 | シンプリー・レッド（屋敷豪太）                                                             | 76     | 43   | [ 72 ]  |
| 45                                           | 1992.07.11 | Infinity Within                                                       | ディー・ライト（テイ・トウワ）                                                             | 67     | 8    | [ 71 ]  |
| 46                                           | 1994.07.23 | Peace Sign                                                            | ウォー（仲村哲也）                                                                         | 200    | 1    | [ 73 ]  |
| 47                                           | 1994.08.20 | Dewdrops in the Garden                                                | ディー・ライト（テイ・トウワ）                                                             | 127    | 4    | [ 71 ]  |
| 48                                           | 1995.09.09 | An Enchanted Evening                                                  | 喜多郎                                                                                     | 199    | 1    | [ 65 ]  |
| 49                                           | 1996.11.09 | Greatest Hits                                                         | シンプリー・レッド（屋敷豪太）                                                             | 116    | 5    | [ 72 ]  |
| 50                                           | 1996.12.28 | Peace on Earth                                                        | 喜多郎                                                                                     | 185    | 1    | [ 65 ]  |
| 51                                           | 1998.03.21 | Lennon Legend: The Very Best of John Lennon                           | ジョン・レノン（オノ・ヨーコ）                                                             | 65     | 9    | [ 54 ]  |
| 52                                           | 1998.06.06 | Blue                                                                  | シンプリー・レッド（屋敷豪太）                                                             | 145    | 3    | [ 72 ]  |
| 53                                           | 1998.11.21 | John Lennon Anthology                                                 | ジョン・レノン（オノ・ヨーコ）                                                             | 99     | 2    | [ 54 ]  |
| 54                                           | 1999.06.26 | Stereo ★ Type A                                                       | チボ・マット                                                                               | 171    | 1    | [ 74 ]  |
| 55                                           | 2001.07.28 | Final Fantasy: The Spirits Within                                     | サウンドトラック（L'Arc〜en〜Ciel）                                                        | 193    | 1    | [ 70 ]  |
| 56                                           | 2001.09.22 | Gorillaz                                                              | ゴリラズ（ヌードル）                                                                       | 14     | 43   | [ 75 ]  |
| 57                                           | 2002.03.16 | G Sides                                                               | ゴリラズ（ヌードル）                                                                       | 84     | 5    | [ 75 ]  |
| 58                                           | 2002.08.03 | Laika Come Home                                                       | ゴリラズ（ヌードル）                                                                       | 156    | 1    | [ 75 ]  |
| 59                                           | 2003.11.01 | Kill Bill Vol. 1                                                      | サウンドトラック（布袋寅泰、梶芽衣子）                                                     | 45     | 16   | [ 70 ]  |
| 60                                           | 2004.03.06 | Home                                                                  | シンプリー・レッド（屋敷豪太、鈴木賢司）                                                   | 187    | 3    | [ 72 ]  |
| 61                                           | 2004.04.10 | Misery Is a Butterfly                                                 | ブロンド・レッドヘッド（カズ・マキノ）                                                     | 180    | 1    | [ 76 ]  |
| 62                                           | 2004.05.01 | Kill Bill Vol. 2                                                      | サウンドトラック（梶芽衣子）                                                               | 58     | 5    | [ 70 ]  |
| 63                                           | 2004.10.23 | Exodus                                                                | 宇多田ヒカル                                                                               | 160    | 1    | [ 77 ]  |
| 64                                           | 2004.11.20 | Acoustic                                                              | ジョン・レノン（オノ・ヨーコ）                                                             | 31     | 8    | [ 54 ]  |
| 65                                           | 2005.10.22 | Working Class Hero: The Definitive Lennon                             | ジョン・レノン（オノ・ヨーコ）                                                             | 135    | 3    | [ 54 ]  |
| 66                                           | 2007.04.28 | 23                                                                    | ブロンド・レッドヘッド（カズ・マキノ）                                                     | 63     | 2    | [ 76 ]  |
| 67                                           | 2007.05.12 | Stay                                                                  | シンプリー・レッド（鈴木賢司）                                                             | 156    | 1    | [ 72 ]  |
| 68                                           | 2007.09.29 | Proof of Youth                                                        | ザ・ゴー! チーム（カイ・フカミ・テイラー、ツチダ・カオリ）                                 | 142    | 1    | [ 78 ]  |
| 69                                           | 2008.11.29 | Uroboros                                                              | DIR EN GREY                                                                                | 114    | 1    | [ 79 ]  |
| 70                                           | 2009.05.30 | This Is the One                                                       | 宇多田ヒカル                                                                               | 69     | 3    | [ 77 ]  |
| 71                                           | 2010.10.02 | Penny Sparkle                                                         | ブロンド・レッドヘッド（カズ・マキノ）                                                     | 79     | 1    | [ 76 ]  |
| 72                                           | 2010.10.02 | Opus Collection: Remember                                             | ジョン・レノン（オノ・ヨーコ）                                                             | 44     | 5    | [ 54 ]  |
| 73                                           | 2010.10.23 | Gimme Some Truth                                                      | ジョン・レノン（オノ・ヨーコ）                                                             | 196    | 1    | [ 54 ]  |
| 74                                           | 2010.10.23 | John Lennon Signature Box                                             | ジョン・レノン（オノ・ヨーコ）                                                             | 148    | 1    | [ 54 ]  |
| 75                                           | 2010.10.23 | Power to the People: The Hits                                         | ジョン・レノン（オノ・ヨーコ）                                                             | 24     | 15   | [ 54 ]  |
| 76                                           | 2011.02.19 | Rolling Blackouts                                                     | ザ・ゴー! チーム（カイ・フカミ・テイラー、ツチダ・カオリ）                                 | 162    | 1    | [ 78 ]  |
| 77                                           | 2011.07.09 | Cars 2                                                                | サウンドトラック（Perfume）                                                                | 153    | 1    | [ 70 ]  |
| 78                                           | 2011.08.20 | Dum Spiro Spero                                                       | DIR EN GREY                                                                                | 135    | 1    | [ 80 ]  |
| 79                                           | 2012.06.30 | Dirty Bass                                                            | Far East Movement（Crystal Kay）                                                           | 190    | 1    | [ 81 ]  |
| 80                                           | 2013.11.30 | Pokémon X & Pokémon Y: Super Music Collection                         | サウンドトラック（景山将太、足立美奈子、佐藤仁美、増田順一、青木森一、一之瀬剛、野原悟史） | 104    | 1    | [ 70 ]  |
| 81                                           | 2014.03.01 | Hotel Valentine                                                       | チボ・マット                                                                               | 168    | 1    | [ 74 ]  |
| 82                                           | 2014.03.22 | Babymetal                                                             | BABYMETAL                                                                                  | 187    | 1    | [ 82 ]  |
| 83                                           | 2014.09.20 | Barragán                                                              | ブロンド・レッドヘッド（カズ・マキノ）                                                     | 180    | 1    | [ 76 ]  |
| 84                                           | 2016.04.23 | Metal Resistance                                                      | BABYMETAL                                                                                  | 39     | 2    | [ 82 ]  |
| 85                                           | 2016.09.10 | Blonde                                                                | フランク・オーシャン（KOHH）                                                               | 1      | 446  | [ 83 ]  |
| 86                                           | 2017.01.28 | Pink Season                                                           | Pink Guy                                                                                   | 70     | 3    | [ 84 ]  |
| 87                                           | 2017.02.04 | Ambitions                                                             | ONE OK ROCK                                                                                | 106    | 1    | [ 85 ]  |
| 88                                           | 2017.11.25 | In Tongues                                                            | Joji                                                                                       | 58     | 1    | [ 86 ]  |
| 89                                           | 2018.10.27 | Regular-Irregular                                                     | NCT 127（ユウタ）                                                                          | 86     | 1    | [ 87 ]  |
| 90                                           | 2018.11.10 | Ballads 1                                                             | Joji                                                                                       | 3      | 77   | [ 88 ]  |
| 91                                           | 2019.06.01 | Igor                                                                  | タイラー・ザ・クリエイター（山下達郎）                                                     | 1      | 304  | [ 89 ]  |
| 92                                           | 2019.06.08 | We Are Superhuman                                                     | NCT 127（ユウタ）                                                                          | 11     | 1    | [ 87 ]  |
| 93                                           | 2019.10.26 | Metal Galaxy                                                          | BABYMETAL                                                                                  | 13     | 1    | [ 82 ]  |
| 94                                           | 2020.03.21 | Neo Zone                                                              | NCT 127（ユウタ）                                                                          | 5      | 10   | [ 87 ]  |
| 95                                           | 2020.06.13 | More & More                                                           | TWICE（ミナ、サナ、モモ）                                                                  | 200    | 1    | [ 90 ]  |
| 96                                           | 2020.10.10 | Nectar                                                                | Joji                                                                                       | 3      | 25   | [ 91 ]  |
| 97                                           | 2020.10.24 | Gimme Some Truth. The Ultimate Mixes                                  | ジョン・レノン（オノ・ヨーコ）                                                             | 40     | 15   | [ 54 ]  |
| 98                                           | 2020.10.31 | NCT 2020 Resonance Pt. 1                                              | NCT（ユウタ、ショウタロウ）                                                                | 6      | 9    | [ 92 ]  |
| 99                                           | 2020.11.07 | Song Machine, Season One: Strange Timez                               | ゴリラズ（CHAI）                                                                           | 12     | 3    | [ 75 ]  |
| 100                                          | 2020.12.19 | Eyes Wide Open                                                        | TWICE（ミナ、サナ、モモ）                                                                  | 72     | 1    | [ 90 ]  |
| 101                                          | 2021.05.29 | Border: Carnival                                                      | ENHYPEN（NI-KI）                                                                           | 18     | 2    | [ 93 ]  |
| 102                                          | 2021.05.29 | Evangelion: Finally                                                   | コンピレーション（高橋洋子、林原めぐみ）                                                   | 111    | 1    | [ 70 ]  |
| 103                                          | 2021.06.26 | Taste of Love                                                         | TWICE（ミナ、サナ、モモ）                                                                  | 6      | 3    | [ 90 ]  |
| 104                                          | 2021.10.02 | Sticker                                                               | NCT 127（ユウタ）                                                                          | 3      | 14   | [ 87 ]  |
| 105                                          | 2021.10.23 | Savage                                                                | aespa（ジゼル）                                                                            | 20     | 2    | [ 94 ]  |
| 106                                          | 2021.10.30 | Dimension: Dilemma                                                    | ENHYPEN（NI-KI）                                                                           | 11     | 3    | [ 93 ]  |
| 107                                          | 2021.11.20 | Show Me                                                               | Sena Kana                                                                                  | 112    | 1    | [ 95 ]  |
| 108                                          | 2021.11.27 | Formula of Love: O+T=＜3                                              | TWICE（ミナ、サナ、モモ）                                                                  | 3      | 8    | [ 90 ]  |
| 109                                          | 2021.12.18 | Chaotic Wonderland                                                    | TOMORROW X TOGETHER（幾田りら）                                                            | 177    | 1    | [ 96 ]  |
| 110                                          | 2022.01.01 | Universe                                                              | NCT（ユウタ、ショウタロウ）                                                                | 20     | 4    | [ 92 ]  |
| 111                                          | 2022.01.22 | Arcane League of Legends                                              | サウンドトラック（MIYAVI）                                                                 | 94     | 9    | [ 70 ]  |
| 112                                          | 2022.01.29 | Dimension: Answer                                                     | ENHYPEN（NI-KI）                                                                           | 14     | 3    | [ 93 ]  |
| 113                                          | 2022.04.09 | I Know Nigo                                                           | NIGO                                                                                       | 13     | 3    | [ 97 ]  |
| 114                                          | 2022.05.28 | So Far So Good                                                        | ザ・チェインスモーカーズ（佐倉綾音）                                                       | 106    | 1    | [ 98 ]  |
| 115                                          | 2022.07.23 | Girls                                                                 | aespa（ジゼル）                                                                            | 3      | 3    | [ 94 ]  |
| 116                                          | 2022.08.13 | Manifesto: Day 1                                                      | ENHYPEN（NI-KI）                                                                           | 6      | 8    | [ 93 ]  |
| 117                                          | 2022.09.10 | Between 1&2                                                           | TWICE（ミナ、サナ、モモ）                                                                  | 3      | 8    | [ 90 ]  |
| 118                                          | 2022.10.01 | Hold the Girl                                                         | リナ・サワヤマ                                                                             | 166    | 1    | [ 99 ]  |
| 119                                          | 2022.10.01 | 2 Baddies                                                             | NCT 127（ユウタ）                                                                          | 3      | 7    | [ 87 ]  |
| 120                                          | 2022.11.05 | Antifragile                                                           | LE SSERAFIM（SAKURA、KAZUHA）                                                              | 14     | 2    | [ 100 ] |
| 121                                          | 2022.11.19 | Smithereens                                                           | Joji                                                                                       | 5      | 14   | [ 101 ] |
| 122                                          | 2023.03.18 | Ay-Yo                                                                 | NCT 127（ユウタ）                                                                          | 13     | 2    | [ 87 ]  |
| 123                                          | 2023.03.25 | Ready to Be                                                           | TWICE（ミナ、サナ、モモ）                                                                  | 2      | 11   | [ 90 ]  |
| 124                                          | 2023.04.22 | The Super Mario Bros. Movie                                           | サウンドトラック（近藤浩治）                                                               | 123    | 3    | [ 70 ]  |
| 125                                          | 2023.05.06 | D-Day                                                                 | Agust D（坂本龍一）                                                                        | 2      | 6    | [ 102 ] |
| 126                                          | 2023.05.20 | Guardians of the Galaxy Vol. 3: Awesome Mix Vol. 3                    | サウンドトラック（EHAMIC）                                                                 | 15     | 5    | [ 70 ]  |
| 127                                          | 2023.05.20 | Unforgiven                                                            | LE SSERAFIM（SAKURA、KAZUHA）                                                              | 6      | 8    | [ 100 ] |
| 128                                          | 2023.06.17 | Dark Blood                                                            | ENHYPEN（NI-KI）                                                                           | 4      | 10   | [ 93 ]  |
| 129                                          | 2023.06.24 | Harmony : All in                                                      | P1Harmony（ソウル）                                                                        | 51     | 1    | [ 103 ] |
| 130                                          | 2023.07.15 | My World                                                              | aespa（ジゼル）                                                                            | 9      | 3    | [ 94 ]  |
| 131                                          | 2023.08.19 | Sweet                                                                 | TOMORROW X TOGETHER（幾田りら）                                                            | 54     | 1    | [ 96 ]  |
| 132                                          | 2023.10.14 | A Symphonic Celebration - Music From The Studio Ghibli Films Of Hayao | 久石譲 / ロイヤル・フィルハーモニー管弦楽団                                                | 74     | 1    | [ 104 ] |
| 133                                          | 2023.10.14 | Golden Age                                                            | NCT（ユウタ）                                                                              | 66     | 1    | [ 92 ]  |
| 134                                          | 2023.10.21 | Fact Check                                                            | NCT 127（ユウタ）                                                                          | 16     | 3    | [ 87 ]  |
| 135                                          | 2023.11.25 | Drama                                                                 | aespa（ジゼル）                                                                            | 33     | 2    | [ 94 ]  |
| 136                                          | 2023.11.25 | Rock-Star                                                             | Stray Kids（LiSA）                                                                         | 1      | 14   | [ 105 ] |
| 137                                          | 2023.12.02 | Orange Blood                                                          | ENHYPEN（NI-KI）                                                                           | 4      | 7    | [ 93 ]  |
| 138                                          | 2024.02.24 | Killin’ It                                                            | P1Harmony（ソウル）                                                                        | 39     | 2    | [ 106 ] |
| 139                                          | 2024.03.09 | Easy                                                                  | LE SSERAFIM（SAKURA、KAZUHA）                                                              | 8      | 5    | [ 100 ] |
| 140                                          | 2024.03.09 | With You-th                                                           | TWICE（ミナ、サナ、モモ）                                                                  | 1      | 5    | [ 90 ]  |
| 141                                          | 2024.05.11 | Super Real Me                                                         | ILLIT（モカ、イロハ）                                                                      | 93     | 1    | [ 107 ] |
| 142                                          | 2024.07.13 | Megan                                                                 | メーガン・ザ・スタリオン（千葉雄喜、TWICE（ミナ、サナ、モモ））                            | 3      | 34   | [ 108 ] |
| 143                                          | 2024.07.20 | Armageddon                                                            | aespa（ジゼル）                                                                            | 25     | 2    | [ 94 ]  |
| 144                                          | 2024.07.27 | Romance: Untold                                                       | ENHYPEN（NI-KI）                                                                           | 2      | 19   | [ 93 ]  |
| 145                                          | 2024.08.03 | Walk                                                                  | NCT 127（ユウタ）                                                                          | 117    | 1    | [ 87 ]  |
| 146                                          | 2024.09.14 | Crazy                                                                 | LE SSERAFIM（SAKURA、KAZUHA）                                                              | 7      | 4    | [ 100 ] |
| 147                                          | 2024.09.21 | Infinite Icon                                                         | パリス・ヒルトン（リナ・サワヤマ）                                                         | 38     | 1    | [ 109 ] |
| 148                                          | 2024.10.05 | Sad Song                                                              | P1Harmony（ソウル）                                                                        | 16     | 1    | [ 110 ] |
| 149                                          | 2024.11.09 | Whiplash                                                              | aespa（ジゼル）                                                                            | 50     | 1    | [ 94 ]  |
| 150                                          | 2024.11.16 | Drip                                                                  | BABYMONSTER（ルカ、アサ）                                                                  | 149    | 1    | [ 111 ] |
| 151                                          | 2024.11.23 | Tipi-tap                                                              | Kep1er（ヒカル）                                                                           | 147    | 1    | [ 112 ] |
| 152                                          | 2024.11.23 | I'll Like You                                                         | ILLIT（モカ、イロハ）                                                                      | 94     | 1    | [ 112 ] |
| 153                                          | 2024.12.21 | Awe                                                                   | XG（OZworld、AKLO、VERBAL、Awich）                                                         | 175    | 1    | [ 113 ] |
| 154                                          | 2024.12.21 | Strategy                                                              | TWICE（ミナ、サナ、モモ）                                                                  | 4      | 4    | [ 90 ]  |
| 155                                          | 2025.03.29 | Hot                                                                   | LE SSERAFIM（SAKURA、KAZUHA）                                                              | 9      | 2    | [ 100 ] |
| 156                                          | 2025.05.24 | Duh!                                                                  | P1Harmony（ソウル）                                                                        | 23     | 1    | [ 114 ] |
| 157                                          | 2025.06.21 | Desire: Unleash                                                       | ENHYPEN（NI-KI）                                                                           | 3      | 6    | [ 93 ]  |
| 158                                          | 2025.07.12 | Bomb                                                                  | ILLIT（モカ、イロハ）                                                                      | 171    | 1    | [ 115 ] |
| 159                                          | 2025.07.26 | This is for                                                           | TWICE（ミナ、サナ、モモ）                                                                  | 6      | 4    | [ 90 ]  |
| 160                                          | 2025.08.02 | The Cosmic Selector Vol.1                                             | ロード・ヒューロン（カズ・マキノ）                                                         | 23     | 1    | [ 116 ] |
| 161                                          | 2025.08.09 | KPop Demon Hunters                                                    | サウンドトラック（TWICE（ミナ、サナ、モモ））                                              | 2      | 7    | [ 70 ]  |
| ＊2025/8/16付現在、( )内は日本人アーティスト |            |                                                                       |                                                                                            |        |      |         |